# Расстрел сослуживцев
Расстре́л сослужи́вцев — тип инцидента в вооружённых силах, заключающийся в массовом убийстве военнослужащим (реже — группой военнослужащих) нескольких сослуживцев. Характерен как для мирного, так и для военного времени.
Является происшествием, вызывающим общественный резонанс не только в пределах региона, но иногда и всего государства.
Расстрел сослуживцев следует отличать от непреднамеренного умерщвления сослуживцев либо военнослужащих союзных войск вследствие ошибки во время ведения боевых действий (так называемый огонь по своим), нарушения правил безопасности при обращении с оружием.

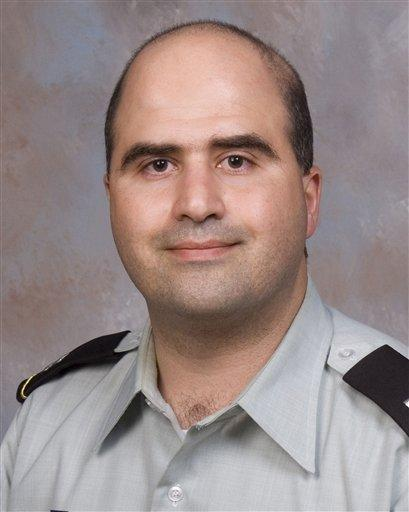
Майор Армии США Нидал Хасан Малик.
Расстрелял 13 сослуживцев

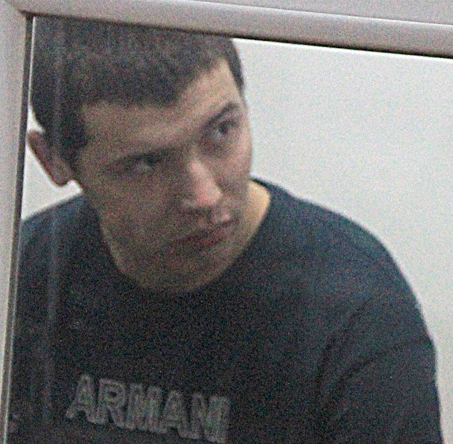
Рядовой Пограничной службы Казахстана Владислав Челах.
Расстрелял 14 сослуживцев

## Причины инцидентов
В ходе разбирательств случаев расстрела сослуживцев командованием и следствием, а также экспертами были указаны следующие причины:
- Неуставные взаимоотношения;
- Посттравматический синдром как результат участия в боевых действиях;
- Психическое расстройство на фоне больших нагрузок;
- Неудовлетворительная работа по отбору рекрутов (выявление лиц с нарушенной психикой, со склонностью к наркомании и лиц с судимостью);
- Недостаточный контроль со стороны командиров;
- Недостатки командиров в воспитательной работе и в профилактике правонарушений;
- Отсутствие общественного контроля.

Также некоторыми экспертами отмечается, что почвой для развития конфликтной обстановки в воинском коллективе, которая может довести до расстрела сослуживцев, является психологическая несовместимость военнослужащих.

### СССР
В Вооружённых силах СССР подобные инциденты связывались с общим фоном преступности среди военнослужащих. Уровень преступности среди советских военнослужащих был всегда высоким. К примеру, в 1971 году в ВС СССР было совершено 17 047 преступлений, среди которых 3473 были совершены в отношении гражданского населения СССР и 285 — против гражданского населения в государствах, где дислоцировались советские войска, 58 массовых драк между военнослужащими разных национальностей и разных воинских частей, 42 массовые драки военнослужащих с гражданской молодёжью, 32 посягательства на жизнь командиров и начальников. Особо тяжёлой была ситуация с морально-психологической атмосферой в воинских коллективах. К примеру, за 1971 год покончило жизнь самоубийством 1573 военнослужащих, среди которых было 279 офицеров и 200 военнослужащих сверхсрочной службы.
По фактам многочисленных суицидов с применением огнестрельного оружия, в ВС СССР в 1980-е годы вынуждены были пойти на такую меру, как отказ военнослужащим в получении писем из дома перед заступлением в караул. Данная традиция сохраняется во многих вооружённых силах государств бывшего СССР. 
По мнению, высказанному в 1998 году заместителем генерального прокурора РФ, главным военным прокурором генерал-полковником Ю. Дёминым, причина подобных инцидентов в неудовлетворительном отборе призывников и неукомплектованности личного состава подразделений:

…Действительно, 25 % преступников, которые стреляли в караулах, психически неполноценны. 
Расследуя такие дела, выясняем, что нередко оружие дают шизофреникам и уголовникам. Бывает, что и нормальные вроде бы ребята от перегрузок сходят с ума. Ведь из-за нехватки личного состава службу в карауле солдаты иной раз несут по нескольку суток, не сменяясь. Когда человек не спит много ночей, у него от усталости, бывает, и «крыша едет». А под рукой оружие…
— Генерал-полковник юстиции Юрий Дёмин. АиФ 25.03.1998
По событию, произошедшему в 331-м гвардейском парашютно-десантном полку 25 августа 2015 года, член комитета Государственной думы по обороне Франц Клинцевич высказал следующее мнение:

В армию приходят вчерашние мальчики, которые проводили время так, как им захочется, а на службе приходится жить по уставу и жёсткому графику. Кроме того, не все умеют контактировать со сверстниками и защищать свои интересы. Обиды происходят из-за того, что кто-то оплеуху отвесил или оскорбил. Эти проявления агрессии идут ещё из воспитания в семье и школе. Армия не может за год перевоспитать то, что закладывалось в человека годами. Ссоры между солдатами — это нормально. А вот когда человек берёт в руки оружие, чтобы отомстить сослуживцам, — это уже отклонение от нормы.
— Франц Клинцевич

### Израиль
По мнению известного израильского писателя, журналиста и врача Юлия Нудельмана, который с 1973 года вёл статистику и анализ небоевых потерь в ЦАХАЛ, причины расстрела сослуживцев (а также огня по своим) были в следующем:

Возможные причины стрельбы друг в друга:
Слабая общая, вплоть до серьёзного отсутствия, дисциплина, халатность, не установка своевременно связи между частями и отдельными военнослужащими, неосторожность, безответственность командиров, плохое профессиональное обучение новобранцев, низкое общее образование, употребление наркотиков, алкоголя, расправа за перенесенные издевательства («дедовщина»), дефекты оружия, слабое знание иврита, наличие в армии большого количества новых граждан страны, элементарная трусость.
— Бей своих, чтобы чужие боялись. Юлий Нудельман

### США
В вооружённых силах США придерживаются мнения о том, что главной причиной расстрела сослуживцев следует считать именно неуставные взаимоотношения на почве разности в сроках выслуги («дедовщина»):

Президент США Барак Обама шокирован гибелью в Ираке пятерых американских солдат, которых застрелил сослуживец, сообщил на брифинге официальный представитель Белого дома Роберт Гиббс.
Предполагается, что одним из мотивов может быть пресловутая «дедовщина». За прошлый год в американской армии зарегистрировано более 7 тысяч случаев издевательства над новобранцами.
— Сергей Турченко, «Дедовщина в армии США — не порок, а славные традиции»

### Азербайджан
По мнению азербайджанского военного эксперта и психолога Азада Исазаде, причина расстрелов сослуживцев также кроется в закрытости вооружённых сил от общественного контроля.

## Отличия инцидентов для разных государств

### Инциденты в ВС СССР
Для Вооружённых сил СССР и вооружённых сил стран бывшего СССР (см. ниже) подобные инциденты более характерны во время несения караульной службы или несения дежурства по охране государственной границы, то есть в ситуациях, когда у виновников инцидентов был прямой доступ к оружию.
Подобные инциденты в среде военных и в СМИ получили термин «расстрел караула» (иногда «расстрел заставы»). Чаще всего подобные инциденты происходили по следующей схеме: военнослужащий пограничного наряда, находящийся на боевом дежурстве, либо караульный перед заступлением или после заступления часовым на пост, получив оружие и боеприпасы, неожиданно для сослуживцев открывал по ним огонь на поражение, после чего скрывался с оружием. В ВС СССР подобные инциденты скрывались правительством от общественного внимания и никогда не освещались в СМИ. В качестве примера можно привести расстрел сослуживцев в карауле в Ленинградском высшем политическом училище МВД СССР 19 мая 1977 года, когда курсант второго курса Анатолий Федоренко, будучи караульным бодрствующей смены, убил шестерых и ранил двух человек в караульном помещении (убийца был обезврежен одним из смертельно раненных курсантов и впоследствии приговорён к смертной казни). В официальных источниках инцидент назвали попыткой нападения бандитов на караул с целью завладения оружием.
Первый резонансный инцидент с расстрелом караула произошёл после объявления М. С. Горбачёвым политики гласности — в связи с чем он получил широкую огласку в СМИ.
Инцидент случился 23 февраля 1987 года в Ленинградской области РСФСР. Рядовой Внутренних войск МВД СССР Артурас Сакалаускас расстрелял личный состав караула, перевозивший заключённых в специальном вагоне, и одного гражданского. В результате были убиты 8 человек. По выводам следствия причиной массового убийства стали издевательства, унижение со стороны сослуживцев и непосредственно попытка изнасилования.
После распада СССР практически все подобные инциденты широко освещались в СМИ.

### Расстрел сослуживцев в вооружённых силах государств СНГ
Фактически все случаи расстрела сослуживцев в вооружённых силах государств СНГ были связаны с неуставными взаимоотношениями. Причём большинство таких инцидентов происходило при выполнении боевого дежурства.
По мнению экспертов, периодическое освещение в российских СМИ случаев дезертирства и расстрела сослуживцев вынуждает наиболее образованную и подготовленную часть молодёжи уклоняться от военной службы под любыми предлогами.
Официально Министерством обороны Российской Федерации статистика данных инцидентов по состоянию на 2017 год не велась. Однако на 2009 год, когда подобная статистика велась, количество тяжких происшествий с применением оружия против сослуживцев достигало 30 случаев в месяц.
Случаи расстрела сослуживцев отмечены в следующих государствах СНГ:
- Россия[15][16]
- Казахстан[17]
- Украина[18]
- Азербайджан[19][20]
- Киргизия[21][22]
- Армения[23]

### Расстрел сослуживцев в других странах
В отличие от государств бывшего СССР, массовые убийства в вооружённых силах других государств часто происходят вне ситуаций несения боевого дежурства или караульной службы.
В Вооружённых силах США в основном их связывают со стрессом, полученным при участии в боевых действиях.
Кроме США, подобные инциденты отмечены в вооружённых силах следующих государствах:
- Южная Корея[25]
- Турция[26]
- Индия[27]
- Франция[28]

В Афганистане в период участия в боевых действиях Международных сил содействия безопасности (ISAF) были случаи внедрения талибов в правительственные войска под видом добровольцев, поступающих на военную службу; эти случаи заканчивались расстрелом сослуживцев. В некоторых случаях жертвами в подобных акциях талибов становились также военные инструкторы ISAF.